# La Concepción, Acolman
La Concepción, även benämnd Xometla, är en ort i Mexiko, tillhörande kommunen Acolman i delstaten Mexiko. La Concepción ligger i den centrala delen av landet och tillhör Mexico Citys storstadsområde. Orten hade 184 invånare vid folkräkningen 2010.